# 娜塔莎·罗曼诺夫 (漫威电影宇宙)
娜塔莉亚·阿里亚诺夫娜·罗曼诺夫（英語：Natalia Alianovna Romanoff），常称为“娜塔莎·罗曼诺夫（Natasha Romanoff）”，是由斯嘉丽·约翰逊在漫威电影宇宙电影系列中所扮演的虚构角色，这个角色根据漫威漫画同名角色进行改编；有时她以她的另我“黑寡妇”而知名。罗曼诺夫是一名间谍和格斗专家，她自幼便在紅屋接受训练。她最终加入了反恐机构神盾局，并成为复仇者联盟的创始成员、关键人物及最后的领导者。在《复仇者联盟4》中黑寡妇与鹰眼为了取得灵魂宝石，两人都甘愿牺牲，因此大动干戈，最后黑寡妇选择跳崖让鷹眼活下，壮烈牺牲。
娜塔莎·罗曼诺夫从2010年电影《钢铁侠2》被引入到漫威电影宇宙系列中，并成为核心角色且出现在随后的九部电影里。这个角色在2021年电影《黑寡妇》中最后登场。

## 角色缘起
“黑寡妇”这个绰号最初是为一个名叫娜塔莎·罗曼诺娃的漫画角色而创造，首次于1964年4月出版的《悬疑故事》第52期登场。她是作为故事角色“钢铁侠”的对手而反复登场，她以不着制服的俄罗斯间谍形象示人。在5期故事后，她招募了一名穿着迷彩服的神箭手（即后来的“鹰眼”）加入她的团队。随后，娜塔莎的政府为她提供了第一套黑寡妇制服及其他高科技武器，但她在1966年7月出版的超级英雄系列漫画故事书《复仇者联盟》第29期中被短暂洗脑，随后她就叛逃到了美国。黑寡妇后来成为复仇者联盟的常规盟友，并最后成为该联盟的第16名正式成员。她的形象在1970年7月出版的《惊奇蜘蛛侠》第86期中有了重大改变，她的头发变成了红发齐肩，同时身着黑色紧身服，并且还有了个可以发射蛛丝的腕带。

## 改编异同
在漫威电影宇宙中，娜塔莎是尼克·弗瑞所倡议建立的“复仇者联盟”的创始及首位女性成员；而在漫画故事里，娜塔莎是相对比较后期才加入复仇者联盟，她早期更是复仇者们的主要敌人。在漫画版时，她的姓氏是罗曼诺娃（Romanova）；而在电影宇宙裡，则是罗曼诺夫（Romanoff）。事实上，由斯坦·李和杰克·科比所创造的原初复仇者联盟的首位女性超级英雄应该是黄蜂女。
同时，在漫威电影宇宙中，娜塔莎与布鲁斯·班纳在2015年電影《復仇者聯盟2：奧創紀元》中有一段短暂的恋情，这段感情在后续的电影里也有所暗示。但是在漫画里，两人并无这样的关系；相反，娜塔莎与美国队长、酷寒戰士及鹰眼等都有过恋情。在电影里，娜塔莎与鹰眼的关系是一种亲密但仅限于柏拉图式的友谊。 并且，娜塔莎在漫画里还与夜魔俠有交往過；但在漫威电影宇宙里，两人却毫无互动。在《奥创纪元》中提及“紅屋”對娜塔莎絕育，但是漫画版為洗腦控制。

## 反响争议
《纽约杂志》的大卫·埃德尔斯坦（David Edelstein）在点评《钢铁侠2》中女主角的演出时，说道：“这是格温妮丝·帕特罗与斯嘉丽·约翰逊之间的对决游戏，格温妮丝胜在她在片中的出现时长，但却输在对手的‘绝世好胸’上。” 而《名利场》则评价约翰逊在这场电影的登场，“绝大多数人都是被她的魅力所吸引，而不是她惊人的战斗技巧。”
《每日野兽》的一则评论认为娜塔莎这个角色在《复仇者联盟2：奥创纪元》里的表现感到可惜，认为该角色已经被塑造成男性角色们“在剧情中串联的齿轮”。《名利场》则将娜塔莎这个角色发展描述为“如同黑寡妇的发型一般是满大街可见”，并称她“虽然在电影宇宙中存在多年，但却依旧其他超级英雄的故事附属背景。”
Vox在点评《复仇者联盟4：终局之战》中的娜塔莎时指出“约翰逊让罗曼诺夫这个通常是可靠且朴实的刺客带入到安静却坚韧的痛苦中”， 而《名利场》则感叹这部电影“从未给她或她的死亡一个喘息的时刻”。

### 提名奖项
| 年份   | 电影作品       | 电影奖       | 提名类别                  | 最终结果 |
| ------ | -------------- | ------------ | ------------------------- | -------- |
| 2010年 | 《钢铁侠2》    | 青少年选择奖 | 臻选科幻 / 奇幻电影女演员 | 提名     |
| 2010年 | 《钢铁侠2》    | 尖叫奖       | 最佳科幻女演员            | 獲獎     |
| 2011年 | 《钢铁侠2》    | 土星奖       | 最佳电影女配角            | 提名     |
| 2012年 | 《复仇者联盟》 | 青少年选择奖 | 臻选科幻 / 奇幻电影女演员 | 提名     |
| 2012年 | 《复仇者联盟》 | 青少年选择奖 | 臻选夏日电影女明星        | 提名     |
| 2013年 | 《复仇者联盟》 | 儿童选择奖   | 最爱电影女演员            | 提名     |
| 2013年 | 《复仇者联盟》 | 儿童选择奖   | 最爱动作演员              | 提名     |
| 2013年 | 《复仇者联盟》 | 人民选择奖   | 最爱电影女演员            | 提名     |
| 2013年 | 《复仇者联盟》 | 人民选择奖   | 最爱英雄面孔              | 提名     |
| 2013年 | 《复仇者联盟》 | 人民选择奖   | 最爱银幕化学反应          | 提名     |
| 2013年 | 《复仇者联盟》 | MTV电影大奖  | 最佳打斗                  | 獲獎     |

### 脚注
1. ↑  参见电影《复仇者联盟4：终局之战》。
2. ↑  参见电影《复仇者联盟2：奥创纪元》。
3. ↑  与杰瑞米·雷纳一起。

### 出典
1. ↑  Pete Hammond. . Deadline Hollywood.   [2021-07-21]. （原始内容存档于2021-07-05）.
2. ↑  Thomas Bacon. . Screen Rant.   [2021-07-21]. （原始内容存档于2019-04-15）.
3. ↑  . 漫威娱乐.   [2021-07-21]. （原始内容存档于2018-10-31）.
4. ↑  Kate Aurthur. . 综艺.   [2021-07-21]. （原始内容存档于2021-07-08）.
5. ↑  Darby Harn. . 漫画书资源网.   [2021-07-24]. （原始内容存档于2021-01-01）.
6. ↑  David Edelstein. . 纽约杂志.   [2021-07-21]. （原始内容存档于2012-08-30）.
7. 1 2 3  Laura Bradley. . 名利场.   [2021-07-21]. （原始内容存档于2021-01-25）.
8. ↑  Stern, Marlow. . The Daily Beast. 2015-05-05 （英语）.
9. ↑  Alex Abad-Santos. . Vox.   [2021-07-21]. （原始内容存档于2021-09-03）.
10. ↑  Lindsay Soll. . MTV.   [2021-07-21]. （原始内容存档于2016-05-04）.
11. ↑  Michelle Castillo. . 时代.   [2021-07-21]. （原始内容存档于2011-01-29）.
12. ↑  Brendan Bettinger. . Collider.   [2021-07-22]. （原始内容存档于2013-10-11）.